# Оперный фестиваль в Савонлинне
Международный оперный фестиваль в Савонлинне (фин. Savonlinnan Oopperajuhlat, швед. Nyslotts operafestival, англ. Savonlinna Opera Festival) — старейший музыкальный оперный фестиваль в Финляндии, ежегодно проводимый с 1912 года в крепости Святого Олафа в Савонлинне.
В дни проведения фестиваль посещает около 60 тысяч зрителей, 10 % из которых — иностранные туристы.

## История
Оперный фестиваль учреждён в 1912 году и ежегодно проводится в июле месяце в крепости Святого Олафа в финском городе Савонлинна.
2012
В год празднования 100-летнего юбилея фестиваля, состоялись две мировые премьеры — опера «La Fenice» финского композитора Киммо Хаколы и опера «Free Will», впервые созданная в интернете. В этот год фестиваль посетило рекордное количество зрителей — 73 тысячи человек.
2013
5 июля, в первый день фестиваля, открывшегося оперой «Самсон и Далила» (К. Сен-Санс), на концерте присутствовали президент Финляндии Саули Нийнистё и посещавший страну с официальным визитом президент Германии Йоахим Гаук.
В рамках фестиваля впервые прозвучала опера «Травиата» (Д. Верди), а в постановке Михайловского театра — опера «Бал-маскарад» (Д. Верди) и опера «Евгений Онегин» (П. И. Чайковский)
2014
Фестиваль, стартовавший 4 июля, открывала финская опера «Куллерво», в основу которой лёг карело-финский эпос Калевала.
2016
В рамках фестиваля состоялась первая в Финляндии постановка оперы чешского композитора Леоша Яначека «Из мёртвого дома», осуществлённая Уэльской национальной оперой при участии финских оперных певцов Вилле Русанена и Мики Похъёнена.
2017
В связи с празднованием 100-летия независимости Финляндии 27 июля фестиваль посетили президент России Владимир Путин и президент Финляндии Саули Ниинистё; они присутствовали на премьере оперы «Иоланта», представляемой артистами Большого театра.
2018
Фестиваль открылся 6 июля оперой «Пиковая дама» в постановке финского режиссёра Йере Эрккиля (дирижёр-постановщик Александр Ведерников; партия Лизы — солистка московского театра им. Станиславского и Немировича-Данченко Елена Гусева). 14 и 15 сентября Фестиваль открыл в Москве оперой Верди «Отелло» сезон Большого театра на Новой сцене.

## Финансирование
14 % целевых средств на проведение фестиваля поступает от Министерства образования Финляндии и муниципалитета города Савонлинна, 70 % составляет выручка от продажи билетов и порядка 10 % — на основании соглашений о сотрудничестве с юридическими лицами.